# George Frenn
George Frenn (George Michael Frenn; * 26. Dezember 1941 in San Fernando, Kalifornien; † 26. Juni 2006 in Sacramento) war ein US-amerikanischer Hammerwerfer.
Bei den Panamerikanischen Spielen gewann er 1967 in Winnipeg Bronze und 1971 in Cali Silber.
Bei den Olympischen Spielen 1972 in München schied er in der Qualifikation aus, und bei den Panamerikanischen Spielen 1975 in Mexiko-Stadt wurde er Siebter.
Zweimal wurde er US-Meister im Hammerwurf (1970, 1971) und sechsmal US-Hallenmeister im Gewichtweitwurf (1970–1973, 1975, 1977).
Seine persönliche Bestleistung von 70,89 m stellte er am 30. Mai 1970 in Berkeley auf.